# バレンツ海海戦
バレンツ海海戦（バレンツかいかいせん）、バレンツ海戦（英語：Battle of the Barents Sea）は、第二次世界大戦中の1942年12月31日に、ノルウェーの北岬沖バレンツ海で生起した、ドイツ海軍とイギリス海軍との海戦。イギリスからソビエト連邦のコラ湾へ向かっていたJW51B船団の航行を妨害するべく、出撃したドイツ海軍の艦隊が船団護衛の任に就いていたイギリス海軍艦隊と戦闘になった。ドイツ海軍の作戦名はレーゲンボーゲン作戦（Unternehmen Regenbogen、意味は「虹」）。

## 海戦前
イギリスJW51B船団（ロバート・シャーブルック大佐指揮）は商船14隻、駆逐艦「アケイティーズ」、「オーウェル(Orwell)」、「オラビー(Oribi)」、「オンズロー」、「オブデュレイト(Obdurate)」、「オビーディアント(Obedient)」、コルベット「ロードデンドラン」、「ハイダラーバード」、掃海艇「ブランブル」、武装トロール船「ヴィザルマ」、「ノーザン・ジェム」という編成だった。
加えて、援護部隊としてロバート・バーネット少将麾下の軽巡洋艦「シェフィールド」、「ジャマイカ」がバレンツ海にいた。
ドイツ艦隊は重巡洋艦「アドミラル・ヒッパー」、装甲艦「リュッツォウ」、駆逐艦「フリードリヒ・エッコルト」、「リヒャルト・バイツェン」、「テオドア・リーデル」、「Z29」、「Z30」、「Z31」でノルウェー北部のアルタフィヨルドにいた。指揮官はオスカー・クメッツ中将であった。
JW51B船団は12月22日ロッホ・ユーを出航。28日、吹雪のため商船5隻と「オラビー」、「ヴィザルマ」が船団からはぐれた。その後商船3隻は本隊と合流したが、残りは船団とは別にコラ湾に向かった。
30日午前、ドイツ潜水艦「U354」が船団を発見した。この報告を受けたクメッツ中将は艦隊を率いて出撃した。しかし、ドイツ艦隊はヒトラー総統から危険を冒すことを禁じられていた。クメッツ中将は艦隊を「アドミラル・ヒッパー」、駆逐艦3隻と「リュッツォウ」、駆逐艦3隻の2つに分け挟撃を試みた。

## 海戦経過

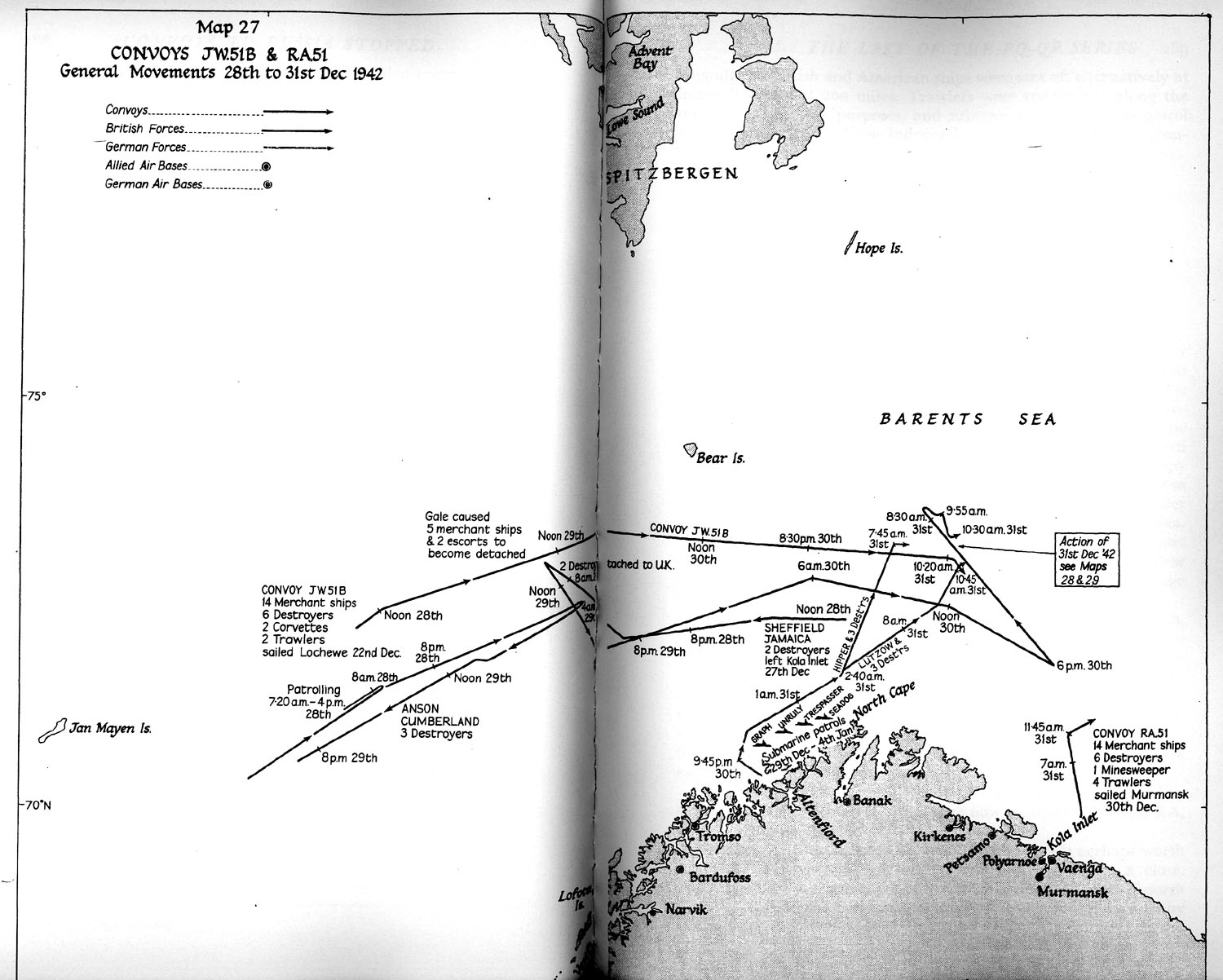
海戦の航跡図

31日8時20分、「オブデュレイト」がドイツ駆逐艦を発見、続いて「オンズロー」が「アドミラル・ヒッパー」を発見した。イギリス駆逐艦は煙幕を張るとともに「アドミラル・ヒッパー」の前面に展開、また船団各船は出撃前の打ち合わせどおり一斉に発煙フロートを投下した。
10時00分、「オンズロー」に「アドミラル・ヒッパー」からの8インチ弾が命中し艦橋が損傷。シャーブルック大佐は重傷を負ったが指揮を執り続けた。だが、「オンズロー」はさらに数発の命中弾を受け、シャーブルック大佐は指揮権を僚艦に譲った。残る駆逐艦は偽装雷撃などあらゆる手段を尽くして、「アドミラル・ヒッパー」が船団に近づくのを阻止したが、「オビーディアント」が損傷を受けるなど綱渡りの状況が続いた。
この間、「リュッツォウ」と駆逐艦3隻は商船を捕捉したようだが、商船は煙幕と吹雪に隠れ、「（誤認の）危険を冒すな」という命令のため追跡は行わなかった。
一方、船団付近では「アケイティーズ」が直援行動に従事していたが、11時00分、吹雪が弱まった折に「アドミラル・ヒッパー」の攻撃を受け被弾、大破した。だが、「アケイティーズ」は被弾しながらも煙幕を展開し続け、2時間後に沈没するまでその任務を全うした。
11時45分、「シェフィールド」と「ジャマイカ」が戦場に到着し、攻撃を開始した。「アドミラル・ヒッパー」に命中弾があり、クメッツ中将は全艦に退避を命じた。「フリードリヒ・エッコルト」と「リヒャルト・バイツェン」は2隻のイギリス巡洋艦を「アドミラル・ヒッパー」および「リュッツォウ」と誤認して接近し、「フリードリヒ・エッコルト」は「シェフィールド」から多数の6インチ砲弾を浴びて撃沈された。「リヒャルト・バイツェン」は被害僅少で、「ジャマイカ」の砲撃から辛くも脱した。
その後、「アドミラル・ヒッパー」と「リュッツォウ」はイギリス巡洋艦2隻を挟み撃ちするチャンスを得たものの、逆に「シェフィールド」と「ジャマイカ」は果断にも一斉砲撃を加えて撃退した。これを潮にドイツ側は母港へと撤収した。
なお、船団からはぐれた輸送船を捜索するべく本隊から分離していた掃海艇「ブランブル」は、ドイツ艦隊の攻撃により沈没したと考えられている。

## 結果
- 沈没
  - イギリス…駆逐艦アケイティーズ、掃海艇ブランブル
  - ドイツ…駆逐艦フリードリヒ・エッコルト
- 大破
  - イギリス…駆逐艦オンズロー
  - ドイツ…なし
- 損傷
  - イギリス…駆逐艦オーウェル、オビーディアント、オブデュレイト、輸送船1隻
  - ドイツ…重巡洋艦アドミラル・ヒッパー

ドイツ海軍は商船を１隻も撃沈できなかったばかりかほぼ無傷で逃してしまい、船団への攻撃は失敗に終わった。
大戦果を徹夜で待っていたドイツのヒトラーは、新年早々徹夜で待たされた挙句の無様な敗北に激怒し、レーダー元帥を罷免し、潜水艦隊司令官デーニッツ大将を後継者に任命するとともに、全ての大型水上艦の解体命令を出した。この命令はデーニッツから再考を促されたこともありほとんどは実行されなかった（すでに大型艦を本土回航することさえ困難になっていたためもある）が、それでもシャルンホルスト級戦艦「グナイゼナウ」が廃艦の憂き目に遭うなどしており、ドイツ海軍の士気は低下した。
一方のイギリス海軍はこの海戦の戦訓により、援ソ船団の護衛体制をさらに強化するとともに、船団をえさにドイツの大型水上艦を釣り上げ撃滅する着想を得た。その着想を実行に移したのが、翌1943年末に生じた北岬沖海戦や、戦艦ティルピッツに対する一連の作戦である。